# Dieudonné Emmanuel Pegnyemb
Pegnyemb Dieudonné Emmanuel, né le 1er décembre 1964 à Douala, est professeur titulaire d'université en chimie et recteur de l'Université de Bertoua, depuis avril 2024.

## Biographie

### Études
Pegnyemb Dieudonné Emmanuel fait ses études secondaires au Collège Libermann de Douala et obtient un baccalauréat série "C" en 1987.
En 1990, il obtient une Licence en physique-chimie, mention "assez bien" a l'Université de Yaoundé. En 1991, il obtient une maîtrise en chimie, Mention "bien" et major de la promotion à l'Université de Yaoundé. En 1992, il obtient un D.E.A en chimie, mention "bien" à l'Université de Yaoundé. Entre 1992 et 1996, il s'inscrit en troisième cycle en Chimie des substances Naturelles. Il obtient un doctorat avec la plus haute mention, "Très bien", et les félicitations du jury, le 16 juillet 1996 à l'Université de Yaoundé 1. En 1998, il obtient une maîtrise en théologie.     
Entre 1997 et 2002, il s'inscrit en thèse de doctorat d'État en chimie, option Chimie organique. Il obtient ce doctorat d'État, avec la plus haute mention, "Très honorable", le 10 septembre 2002.
En 2007, il obtient un Certificat en médiation et la Concertation dans l'Appui au Développement et la Gestion des Ressources à l'Institut Forhom, à la Rochelle, en France. En 2008, il obtient un Certificat en communication au service de la stratégie de l'Institut Forhom, à la Rochelle, en France. En 2009, il obtient un Certificat en gestion de gestion de projet à Setym International de Montréal, au Canada. En 2012, il est diplômé en management et gestion de projet, à l'Illinois State University, aux États-Unis d'Amérique.

### Fonctions
De 1994 à 1997, le Professeur Pegnyemb Dieudonné Emmanuel est membre du projet CRDI sur la valorisation de la biomasse végétale. Depuis 1999, il est coordinateur des enseignants de chimie au niveau 1 des sciences biologiques à l'Université de Yaoundé 1. De 1998 à 2004, il est représentant des enseignants au conseil d'administration de l'Université de Yaoundé 1.   
Depuis 2005, il est trésorier de l'association camerounaise des boursiers de l'International Fundation of Science (IFS), agent du programme du Natural Products Research Network for Eastern and Central Africa (NAPRECA), branche du Cameroun et coordinateur du projet de recherche N° F/3330 - 2F de l'IFS. De 2005 à 2007, il est chef de cellule de suivi et de dialogue à la Division de la Promotion du Dialogue et de la Solidarité Universitaires (DPDSU) au Ministère de l'enseignement Supérieur. Entre 2007 et 2008, est sous-directeur de L'Orientation Universitaire et de l'Insertion Socioprofessionnelle au Ministère de l'enseignement Supérieur. En 2007, il est en février fait membre de l'équipe du Ministère de l'enseignement Supérieur chargée de la mise en place d'un projet structurant qui a donné naissance au Programme d'Appui à la Composante Technologique et Professionnelle (PRO-ACTP) de l'Enseignement Supérieur ; depuis juillet, il est responsable de la Communication du PRO-ACTP ; et depuis décembre, il est expert du journal Natural Product Communication. En 2008, il est fait janvier expert LMD sur l'élaboration des programmes de l'Ecole Normale Supérieure de Maroua et sur la révision des programmes d'enseignement de l'Université de Yaoundé 1. Depuis juillet, il est membre du comité de pilotage sur la création des trois centres de formation professionnelle d'excellence au Ministère de l'Emploi et de la Formation Professionnelle, et de la stratégie sectorielle du Ministère de l'Environnement et de la Protection de la Nature. Du 07 au 11 juillet, il est rapporteur général de l'atelier sous-régional sur la modernisation des programmes de la formation de la composante Technologique et professionnelle de l'enseignement supérieur à Douala. Du 16 au 18 septembre, il est rapporteur général des premières assises de l'orientation universitaire et professionnel à l'ère du système LMD à Yaoundé. De septembre à octobre, il est coordonnateur Technique de l'équipe de rédaction du référentiel des métiers et des compétences des filières Technologiques et professionnelles de l'enseignement supérieur en zone CEMAC ; de plus, il est depuis septembre chef de projet de la mise en place de l'observatoire des métiers des diplômés de l'enseignement supérieur et coordinateur technique du document de Politique Nationale de l'Orientation Universitaire Professionnelle. 
Depuis janvier 2012, le Professeur Pegnyemb Dieudonné Emmanuel est coordonnateur général du PRO-ACTP de l'enseignement supérieur Depuis mars 2013, le Professeur Pegnyemb Dieudonné Emmanuel est secrétaire permanent de la Commission Nationale d'Organisation des Examens Nationaux et des Concours de l'enseignement supérieur.
Du 13 au 15 mai 2014, le Professeur Pegnyemb Dieudonné Emmanuel est coordonnateur technique du séminaire sur les normes universitaire et la démarche qualité dans l'enseignement supérieur camerounais.
Du 18 au 19 mars 2015, le Professeur Pegnyemb Dieudonné Emmanuel est coordonnateur technique des assises nationales sur le cadrage de la professionnalisation des enseignements universitaires au Cameroun, et depuis la même année, il est membre du conseil scientifique du Centre International de la Recherche Chantal Biya (CIRCB). Depuis 2016, il est membre du conseil de direction de l'Ecole Nationale Supérieure des Postes, des Télécommunications et des Technologies de l'Information et de Communication du Cameroun (SUP'PTIC). Depuis 2019, le Professeur Pegnyemb Dieudonné Emmanuel est coordonnateur du Centre de Recherche et de Formation Doctorale en Sciences, Technologie et Géosciences (CRFD/STG) de l'Université de Yaoundé 1, membre du conseil d'administration du Centre Hospitalier de Recherche et d'Application en Chirurgie Endoscopique et Reproduction Humaine (CHRACERH) et de l'Institut de Recherches Géologiques et Minières (IRGM), et membre du conseil de direction de l'Ecole Normale Supérieure Polytechnique de Yaoundé (ENSPY)
Depuis 2020, le Professeur Pegnyemb Dieudonné Emmanuel est membre du conseil de direction de la National Higher Polytechnic Institute (NAHPI) de l'Université de Bamenda.
Le 09 Avril 2024, le Professeur Pegnyemb Dieudonné Emmanuel est nommé Recteur de l'Université de Bertoua et installé le 17 avril 2024 par le Ministre de l'Enseignement Supérieur.

### Implication associative et politique
Le Professeur Pegnyemb Dieudonné Emmanuel est depuis 2016 président du Comité de Développement de l'arrondissement de Ndom (Codan) département de la Sanaga-Maritime, région du Littoral. Militant du Rassemblement Démocratique du Peuple Camerounais (RDPC), il est depuis 2013 conseiller municipal de la commune de Ndom.    

### Vie privée
Le Professeur Pegnyemb Dieudonné Emmanuel est marié et père de plusieurs enfants.

## Distinctions
Le Professeur Pegnyemb Dieudonné Emmanuel est élevé au grade de Chevalier de l'Ordre International des Palmes Académiques (OIPA) du Conseil Africain et Malgache pour l'Enseignement Supérieur (CAMES) lors de la cérémonie de clôture de la 21ème session du concours d'agrégation des Sciences juridiques, politiques, économiques et de gestion du CAMES, qui s'est tenu du 10 au 17 novembre 2023 à Yaoundé.

## Sources et références
1. ↑  « Qui sont les nouveaux recteurs nommés par Paul Biya dans les universités camerounaises ? », sur Lebledparle, 10 avril 2024 (consulté le 22 avril 2024)
2. ↑  StopBlaBlaCam, « Enseignement supérieur : Paul Biya nomme de nouveaux recteurs dans les universités de Yaoundé, Soa et Bertoua », sur www.stopblablacam.com (consulté le 19 avril 2024)
3. 1 2 3 4 5 6 7  Bertrand Tjiani, « Université de Bertoua : un digne fils de la Sanaga-Maritime nommé recteur », sur 237infos, 11 avril 2024 (consulté le 19 avril 2024)
4. 1 2  ayuketah, « Prof Dieudonné Emmanuel Pegnyemb, A Man with Many Hats », sur CRTV - Votre portail sur le Cameroun, 18 avril 2024 (consulté le 25 avril 2024)
5. ↑  « Programme d'appui à la composante technologique et professionnelle (PRO-ACTP) », sur Osidimbea - La Mémoire du Cameroun. Encyclopédie de l'histoire des organisations (consulté le 26 avril 2024)
6. ↑  « Dialogue social : Le MINESUP se concerte avec les Enseignants-Chercheurs – Campus Univers », 29 décembre 2022 (consulté le 26 avril 2024)
7. ↑  « Author Metrics: Pegnyemb, Dieudonné Emmanuel », sur research-nexus.net (consulté le 22 avril 2024)
8. ↑  « Université de Bertoua : le nouveau recteur en poste », sur www.cameroon-tribune.cm (consulté le 22 avril 2024)
9. ↑  (en) « Yaoundé : Décoration dans l’OIPA/CAMES », sur CAMES, 22 mars 2017 (consulté le 22 avril 2024)